# 생태당 "녹색"
생태당 "녹색"(포르투갈어: Partido Ecologista "Os Verdes" 파르티도 에콜로기스타 "오스 베르지스"[*])은 포르투갈의 생태사회주의 정당이다. 2022년 총선에서 한 석도 얻지 못하면서 원외정당이 되었다. 현재 포르투갈 공산당과 선거연합을 맺고있다.

## 같이 보기
- 녹색당
- 녹색정치
- 포르투갈의 정당